# Amazonia TV
Amazonia TV es un canal de televisión abierta peruano que emite para la ciudad de Iquitos, en el departamento de Loreto. Es propiedad de Aries E.I.R.L. Es una de las estaciones de televisión más grandes de la ciudad que cuenta con tres oficinas de televisión, e incluye la estación de radio Amazonia FM Radio.

## Programación
- Saber y Servir: Magazine
- Latinoamérica
- Top Show con Diana Vela
- Historias con Frescia Ortega
- Imágenes amazónicas
- Amazonia Kids
- Hora zero
- Código informativo
- Gestión
- Amazonia Noticias: Edición Central
- Amazonia deportiva
- Tutti Fruti
- Un paso adelante
- Protagonista
- Amazonia Noticias: Edición Mediodía
- Amazonia Noticias: Primera Edición

Fuente: amazonia.pe